# Лебяже (Ломоносовски район)
Лебяже (на руски: Лебяжье) е селище от градски тип в Русия, разположено в Ломоносовски район, Ленинградска област. Населението му към 1 януари 2018 година е 4322 души.